# 岩泉町民会館
岩泉町民会館（いわいずみちょうみんかいかん）は、岩手県下閉伊郡岩泉町にある多目的ホール。岩泉町で一番大きな集会場であり、主要イベント・行事はここで行われる。
2009年にリニューアル工事が実施され、移動式の椅子513脚が設置された。